# Striży
Striży (ros. Стрижи, Jerzyki) – zespół akrobacyjny Sił Powietrznych Rosji powstały 6 maja 1991 w bazie wojskowej Federacji Rosyjskiej w Kubince. 
Zespół powstał jako odpowiedź pilotów z Kubinki na zespół akrobacyjny Russkije Witiazi, który powstał kilka tygodni wcześniej w tej samej bazie wojskowej, na tym samym lotnisku. Od samego początku, grupa wykorzystuje specjalnie pomalowane samoloty MiG-29, które stanowią wyposażenie bazy w Kubince. Bardzo często oba zespoły występują we wspólnych lotach formacji, jednak z całego szyku zdecydowanie wyróżniają się znacznie mniejsze od Su-27 i bardziej czerwone samoloty MiG-29. W obecnym składzie latają:
- Wiktor Markowicz Selutin (dowódca/instruktor)
- Walerij Anatolewicz Morozow (lider zespołu) (1)
- Igor Jegieniewicz Sokolow (2)
- Siergiej Iwanowicz Osjakin (3)
- Dimitrij Aleksandrowicz Koposow (4)
- Aleksiej Władimirowicz Prohorow (5)
- Siergiej Aleksiejewicz Wasiljew (6)
- Denis Kuznecow (solista)

## Współpraca zespołowa
Grupa ta często występuje razem z zespołem akrobacyjnym Russkije Witiazi.